# Відпадіння прикінцевих приголосних
Відпадíння прикінцéвих приголосних — ряд фонетичних змін, одне з найдавніших явищ праслов'янського вокалізму, що полягало у відпадінні кінцевих *t, *d, *s (*х), *r, *n. Через дію закону відкритого складу закриті склади відкривалися. Досягти ж цієї мети можна було шляхом переходу кінцевого приголосного до наступного слова. Так, наприклад, у прийменнику *sъn, якщо він був перед указівним займенником *jь, кінцеве [n] зливалося з [j], давши м'який [n']: без нього. Якщо приголосний знаходився наприкінці слова, то йому нікуди було відходити, унаслідок чого цього приголосного було втрачено.
Таке явище можа довести не для всіх вибухових приголосних, а лише для *t i *d. Наприклад:
- *u̯eghoit → *vezi (2 особа імперфекта);
- *moghe-t → *može (3 особа аориста);
- *u̯ḷkuād → *vьlka (відкл. відм.);
- *tŏd → *tŏ → укр. те.

Згодом у праслов'янській мові почав діяти закон відпадіння кінцевого *n:
- *vьlkŭn → *vьlkŭ → vьlkъ → укр. вовків;
- *krajŭn → *krajŭ → krajь → укр. край;
- *vedŭn → *vedŭ → vedъ (1 особа однини аористу);
- *gostĭn → *gostĭ → gostь → укр. гість.
- *sūnŭn → *sūnŭ → synъ → укр. син.

Теоретично цілком імовірно те, що не приголосний *n відпав, а сталася назалізація кінцевих *u та *i. Тоді вище наведені слова мали б такий вигляд:
- *vьlkŭn → *vьlkų → *vьlkŭ → vьlkъ → укр. вовків;
- *krajŭn → *krajų → *krajŭ → krajь → укр. край;
- *vedŭn → *vedų → *vedŭ → vedъ (1 особа однини аористу);
- *gostĭn → *gostį → *gostĭ → gostь → укр. гість;
- *sūnŭn → *sūnų → *sūnŭ → synъ → укр. син.

Останнім ступенем розвитку даних закінчень було відпадіння *s i *r:
- *ṷeghes → *vezes → veze (2 особа однини аористу);
- *vьlkys → *vьlky → укр. вовки;
- *krajęs → *kraję → укр. край;
- *kamys → *kamy → укр. камінь;
- *vedys → *vedy (дієприкм. тепер. часу чол. роду);
- *gostьs → *gostь → укр. гість;
- *nebos → *nebo → укр. небо;
- *matēr → *matē → укр. мати.

Через дію Педерсенового закону, замість *s наприкінці слів утворився *х, що зникав одночасно з *s:
- *vilk-amux → *vik-amu → *vik-omъ → укр. вовком;
- *sveakr-ūx → *svekr-ū → свекры → укр. свекруха (діал. свекра).